# Novaja Sibir-ön

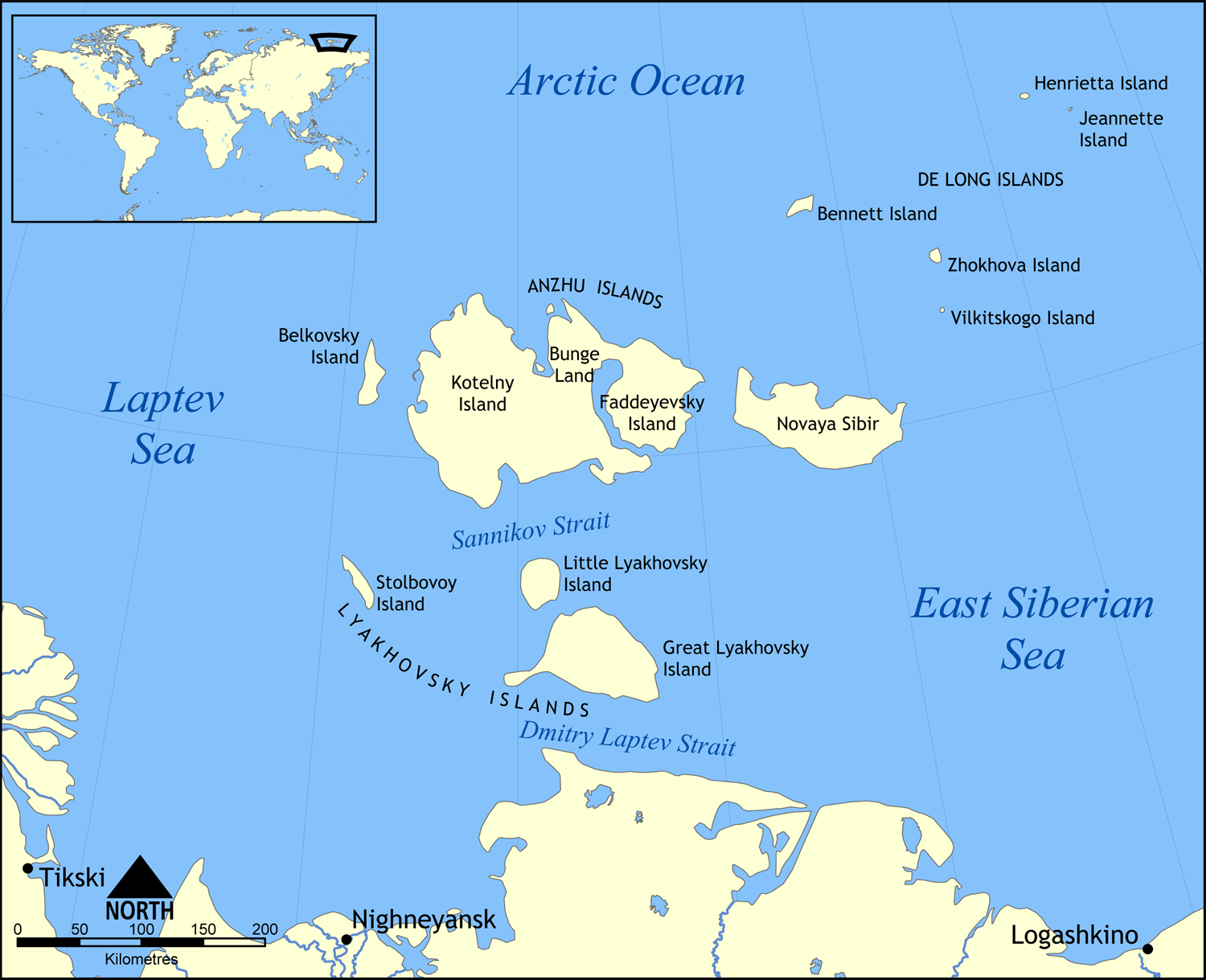
Områdeskarta

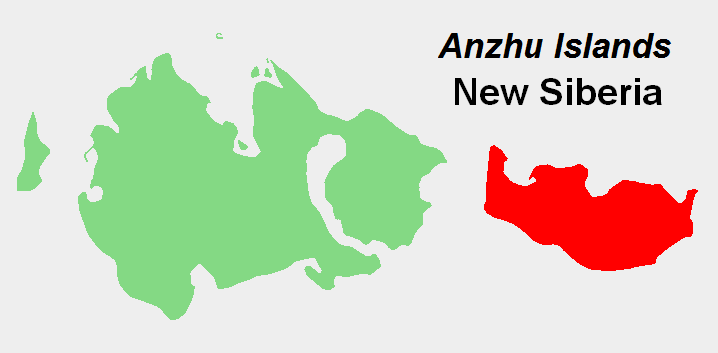
Lägeskarta

Novaja Sibir-ön (ryska: Новая Сибирь, Novaja Sibir) är en ö i ögruppen Anzjus öar i Norra ishavet och tillhör Ryssland.

## Geografi
Novaja Sibirön ligger cirka 4 500 km nordöst om Moskva utanför Sibiriens nordöstra kust mellan Laptevhavet i väst och Östsibiriska havet i öst som den östligaste ön i ögruppen. 
Det obebodda området har en areal om cirka 6 201 km². Den högst höjden är cirka 76 m ö.h.
Öns vegetation består av låga växter då den ligger inom tundran.
Förvaltningsmässigt ingår området i den ryska delrepubliken Sacha.

## Historia
Ön upptäcktes 1806 av ryska pälshandlare.
Anzjus öar namngavs efter ryske sjöofficeren Pjotr Anzju (Peter Anjou) som under en forskningsexpedition åren 1820 till 1823 genom den östra delen av sibiriska ishavskusten under Ferdinand von Wrangel gjorde den första kartan över öarna.
Åren 1885 till 1886 och 1893 samt 1900-1902 genomförde balttyske upptäcktsresande Eduard Toll och Alexander Bunge i rysk tjänst en forskningsresa till området.